# Agnieszka Renc
Agnieszka Renc, née le 9 janvier 1986, est une rameuse polonaise, en deux de couple poids légers.

## Palmarès

### Championnats du monde
- 2012 à Plovdiv, Bulgarie
  -  Médaille d'or en quatre de couple poids légers
- 2009 à Poznań, Pologne
  -  Médaille d'argent en deux de couple poids légers

### Championnats d'Europe
- 2010 à Montemor-o-Velho, Portugal
  -  Médaille d'argent en deux de couple poids légers
- 2009 à Brest, Biélorussie
  -  Médaille d'argent en deux de couple poids légers